# Egnasia
Egnasia é um gênero de traça pertencente à família Arctiidae.